# طلال الزهرانی
طلال الزهرانی (عربی: طلال الزهراني؛ زادهٔ ۸ دسامبر ۱۹۸۱) یک ورزشکار اهل عربستان سعودی است.
از باشگاه‌هایی که در آن بازی کرده‌است می‌توان به باشگاه فوتبال هجر عربستان سعودی اشاره کرد.